# Christian II. Mühlmann
Christian II. Mühlmann, auch Mülmann (* 11. Februar 1611 in Leipzig; † 13. September 1660 in Lützschena) war ein deutscher evangelischer Pfarrer und Theologe.
Mühlmann war der Zwilling von Maria und ein Sohn des lutherischen Johann Mühlmann und dessen Frau Gertrud, eine Tochter von Georg Grünewald, sowie ein Halbbruder der späteren Jesuiten Johann III. Mühlmann und Hieronymus II. Mühlmann. Er studierte mit seinem jüngeren Bruder, Paul Mülmann in Leipzig, wo er 1629 Magister wurde. Von 1633 bis zu seinem Tod war er Pfarrer in Lützschena und Hänichen bei Leipzig. Mühlmann ist bekannt für einige Werke über den Katechismus und Leichen-Predigten sowie Tauf-, Kommunions- und Trau-Sermone.

## Familien
Mühlmann war dreimal verheiratet
- 20. Mai 1634[1] in der Thomaskirche Leipzig Catharina, Tochter von Magister Casper Horn (* um 1580; † 1635). Sie ist wahrscheinlich Mutter von:
  - Christian III. Mühlmann (* um 1640), gestorben in Rom als päpstlicher Sekretär.
- 2. Ehe war er verheiratet mit Susanna N.N.
  - Johann III. Mühlmann (auch Mülmann; * 5. November 1642; † 24. April 1715), ein Antiquar, Historiker, Numismatiker und Übersetzer.
- 3. Ehe war er verheiratet mit Elisabeth Heimpohl, einer Tochter des Notars und Bürgermeisters in Brehna, Johann Heimpohl. Als Witwe heiratete sie 1665 den Leipziger Bürger und Kramer Johann Hentzschel. Eine Tochter ist bekannt:
  - Euphrosine Mühlmann (* 25. März 1655; † 21. Juli 1669[2]); sie starb an den Pocken.

Mühlmanns Geschwister waren:
- Paul Mühlmann (getauft den 17. Oktober 1609; † 1642), war von 1636 bis 1642 Pfarrer in Reichardtswerben, danach in Weißenfels.
- Maria Mühlmann (* 11. Februar 1611, seine Zwillingsschwester)
- Susanna Mühlmann (getauft den 15. Juli 1612), ⚭ 1635 mit Joachim Pollio (* 7. April 1602; † 3. Juni 1656), Archidiakonus in Breslau.
- Gertrautte Mühlmann (getauft den 29. Dezember 1613).

und die Halbgeschwister:
- Johann II. Mühlmann SJ (* 12. Mai 1600; † 10. Februar 1651), katholischer Theologe, Mönch, des Fürsten Johann Ludwig von Nassau-Hadamar Beichtvater.[3]
- Magdalena Mühlmann (* um 1600; † 16. November 1633), ⚭ Jacob Lossius (* 22. Juni 1596; † 28. Januar 1663), Philosoph, Pfarrer und Superintendent in Borna.
- Hieronymus II. Mühlmann SJ (getauft dem 23. Februar 1606; † 22. Oktober 1666), katholischer Rektor und Missionar in Dänemark.[4]
- Maria Mühlmann (Nottaufe zu Hause den 30. Oktober 1607; † 2. November 1607).